# 斯文·罗森
斯文·罗森（瑞典語：Sven Rosén，1887年3月10日—1963年6月22日），瑞典男子体操运动员。他曾获得1908年夏季奥运会男子团体全能金牌和1912年夏季奥运会男子团体瑞典体操金牌。